# Manfred Pertlwieser
Manfred Pertlwieser (* 6. April 1935 in Linz; † 19. Februar 2015 ebenda) war ein österreichischer Prähistoriker, Graphiker und Autor zahlreicher Fachartikel.

## Ausbildung
Pertlwieser begann seine Tätigkeit nach dem Besuch der Pflichtschule 1950 im Oberösterreichischen Landesmuseum in der biologischen Abteilung und erhielt dort eine praxisnahe und gründliche Ausbildung. Geführt von Fachleuten der Botanik, Zoologie und Geologie eignete er sich ein breitgefächertes Wissen an, das ihm später bei der Analyse von Knochenfunden zugutekommen sollte. Seine Tätigkeit für die Erhebungsabteilung des Landesgendarmeriekommandos Oberösterreich trug ebenso zur Erweiterung des Wissenshorizonts bei wie die Anforderungen, die sein Anatomielehrer an ihn stellte.

## Berufliche Tätigkeit
1971 übernahm Pertlwieser gemeinsam mit Vlasta Tovornik (* 1934 in Kutina/Kroatien) die Abteilung Gräberfeld-Archäologie am Landesmuseum in Linz, die er in das anthropologisch-archäologische Labor umbenannte, und 1986 die Abteilung Ur- und Frühgeschichte, wobei sich Pertlwieser auf den Bereich der urgeschichtlichen Ausgrabungen spezialisierte.
Zu den Höhepunkten seiner beruflichen Tätigkeit zählte er die von 1981 bis 1989 durchgeführten Grabungen auf dem hallstattzeitlichen Hügelgräberfeld in Lehen in der Marktgemeinde Mitterkirchen im Machland, wo unter seiner Konzeption mit dem Keltendorf Mitterkirchen das wohl bestbesuchte oberösterreichische Freilichtmuseum begründet und errichtet werden konnte.

## Auszeichnungen
- Wissenschaftsmedaille der Stadt Linz für hervorragende Verdienste bei archäologischen Forschungen rund um Linz

## Veröffentlichungen
Ausgewählte Schriften:
- Die hallstattzeitliche Höhensiedlung auf dem Waschenberg bei Bad Wimsbach-Neydharting, politischer Bezirk Wels, Oberösterreich. I. Teil: Die Anlage. In: Jahrbuch des Oberösterreichischen Musealvereines. Band 114a, Linz 1969, S. 29–48 (zobodat.at [PDF]).
- Zur prähistorischen Situation der „Berglitzl“ in Gusen, Pol. Bez. Perg, OÖ. Ergebnisse der Grabungsjahre 1965–1972. In: Jahrbuch des Oberösterreichischen Musealvereines. Jahrgang 118, Linz 1973, S. 17–34 (zobodat.at [PDF]).
- Hallstattzeitliche Grabhügel bei Mitterkirchen, pol. Bez. Perg, Oberösterreich. In: Jahrbuch des Oberösterreichischen Musealvereines. Band 127a, 1982, S. 9–24 (zobodat.at [PDF]).
- Prunkwagen und Hügelgrab. Kultur der frühen Eisenzeit von Hallstatt bis Mitterkirchen (= Kataloge des OÖ. Landesmuseums. Neue Folge 13). Linz 1987, ISBN 3-900746-05-2.